# Suragina bezzii
Suragina bezzii är en tvåvingeart som först beskrevs av Charles Howard Curran 1928.  Suragina bezzii ingår i släktet Suragina och familjen bäckflugor.
Artens utbredningsområde är Kongo. Inga underarter finns listade i Catalogue of Life.